# Das Schreckgespenst (Nikolai Leskow)

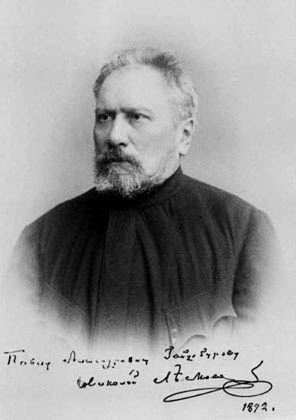
Nikolai Leskow im Jahr 1872

Das Schreckgespenst, auch Die Vogelscheuche und Seliwan der Waldschreck (russisch Пугало, Pugalo), ist eine Weihnachtsgeschichte des russischen Schriftstellers Nikolai Leskow, die 1885 in der Zeitschrift Saduschewnoje slowo (russisch Задушевное слово), einem illustrierten Wochenblatt für Heranwachsende, erschien.

## Rezeption
Reißner schreibt 1971: „… die Vorgänge“ werden „aus der Sicht eines Achtjährigen geschildert“ … , „der noch nicht imstande ist, Wahrheit, Gerücht und Aberglauben auseinanderzuhalten. Da“ er „seine Erzählung“ als Erwachsener niederschreibt, „bekommt das Ganze einen Anflug von Ironie“.

## Inhalt
Der Ich-Erzähler hatte als Kind täglich geweint, nachdem er vom Wohnzimmerfenster aus hatte mitansehen müssen, wie exerzierende Soldaten wieder und wieder geprügelt wurden. So empfand er es wie eine Erlösung, als seine adligen Eltern mit ihm das große Orjoler Stadthaus verließen und im Sommer ein kleineres Haus in einem Dorf auf dem Lande an der sauberen Gostomlja im Landkreis Kromy bezogen. Weit draußen, um die sechs Kilometer von Kromy entfernt, am Scheideweg – an der Wegegabel nach Kiew beziehungsweise Fatesch – hatte Seliwan, ein verwaister Bäckergehilfe aus Kromy, eine leerstehende Herberge von einem Kaufmann für hundert Rubel im Jahr gepachtet. Seliwan und seine kranke, in Lumpen gekleidete Frau lebten zurückgezogen. Gäste verirrten sich kaum in die Herberge. Die Leute aus Kromy konnten sich partout nicht erklären, wie der Herbergswirt jährlich die Pachtsumme aufbrachte.

### Gerücht und Aberglaube
Es hielt sich eine Erklärung für das Pachtzahlen: Seliwan pflegte Umgang mit dem Bösen. Nahe bei der „schrecklichen“ Herberge des „furchtbaren Räubers und blutrünstigen Zauberers“ Seliwan wohnte der Waldgeist. Mehr noch, Seliwan hatte seine Seele gleich mehreren Teufeln auf einmal verkauft. Und etliche Waldgeister entfachten während der Abenddämmerung Schneetreiben. Seliwan, das Schreckgespenst, stellte dann, wenn der Sturm tobte, eine Kerze ins Fenster. Kaufleute mit prall gefüllten Geldtaschen und Popen mit Papiergeld in den Pelzmützen kehrten ein und wurden nimmermehr gesehen.
Großvater Ilja hatte den Erzähler in die Geisterkunde eingewiesen. Die Mutter des Achtjährigen schritt gegen solche Unterrichtung ein. Aber der Bauer Nikolai, ein Neffe von Großvater Ilja, war doch an Seliwans Waldrand in einem solchen Schneesturm steckengeblieben, erfroren und die Füchse hatten dem auf einem Baumstumpf sitzenden Toten Nase und Wangen zernagt. Und Seliwan hatte im Schneesturm eine komplette Adelsfamilie in seine gepachtete Herberge gelockt „und den adligen Kindern langsam Finger für Finger abgeschnitten“.
Auch der Schuhmacher Iwan war auf der Straße vor Seliwans Wald in einen von den Waldgeistern angeblasenen Schneesturm dem Herbergswirt begegnet. Der Zauberer Seliwan war nur am Bauch verwundbar. Während Iwan ihm flink die größte und schärfste Ahle in den Leib stieß, verwandelte sich Seliwan in einen Werstpfahl (in so etwas wie einen hölzernen Kilometerstein). In der Auseinandersetzung mit dem Schmied Sawel verwandelte sich Seliwan in einen Eber. Der Schmied war es, der dieser Verwandlung Seliwans in einen Eber mit Engelsgeduld ein Ende machte: Sawel ließ einen ungebleichten, verknoteten Zwirnsfaden auf dem Misthaufen verfaulen. Darauf war der Bann gebrochen. Der schieläugige Müllerbursche Sawka warf verwegen, umsichtig und gewandt ein Scheit Holz auf Seliwan, der sich vergeblich in einen roten Hahn verwandelt hatte. Allerdings war Sawkas Gesicht vom Grauen entstellt, als er daheim davon berichtete. Als Schaf und auch als Kalb wurde Seliwan rasch erkannt und verprügelt. Darauf legte sich Seliwan als neues, frisch geteertes Wagenrad mitten auf die Fahrstraße. Gewiefte Reisende schlugen es in Stücke. Das Elternhaus des Erzählers in Kromy machte Seliwan als große, rotbraune Ratte unsicher.

### Die Wahrheit
Als der Erzähler mit ein paar Jugendlichen aus Kromy im darauffolgenden Frühjahr Seliwan in seinem Wald fangen wollte, war es der Herbergswirt in Person, der dieser Jagdgesellschaft im Uferschlick eines Flusses das Leben rettete. Und gegen Jahresende – am Weihnachtstag – war es Seliwan, der der Tante des Erzählers die in seiner Herberge vergessene Schatulle voller Geld treu nach Kromy nachtrug.

## Deutschsprachige Ausgaben
- Die Vogelscheuche. S. 133–236 in: Nikolai Ljesskow: Der Bösewicht von Askalon. Die Vogelscheuche. Zwei Erzählungen. Aus dem Russischen übertragen von Karl Nötzel. 236 Seiten. Verlag Karl Alber, Freiburg 1949
- Seliwan der Waldschreck. Erzählung. Piper München 1956, Übersetzer: Hans Ruoff
- Das Schreckgespenst. Deutsch von Ruth Hanschmann. S. 300–369 in Nikolai Leskow: Der Weg aus dem Dunkel. Erzählungen. 467 Seiten. Dieterich’sche Verlagsbuchhandlung, Leipzig 1972 (Sammlung Dieterich Bd. 142, 3. Aufl.)
- Das Schreckgespenst. Aus dem Russischen übertragen von Ruth Fritze-Hanschmann. S. 165–220 in: Nikolai Leskow: Das Schreckgespenst. Erzählungen. Mit Buchschmuck von Heinrich Vogeler. 272 Seiten. Gustav Kiepenheuer Verlag, Leipzig und Weimar 1982 (1. Aufl., Reihe: Die Bücherkiepe)

Verwendete Ausgabe:
- Das Schreckgespenst. Deutsch von Wilhelm Plackmeyer. S. 218–276 in Eberhard Reißner (Hrsg.): Nikolai Leskow: Gesammelte Werke in Einzelbänden. Der Gaukler Pamphalon. 616 Seiten. Rütten & Loening, Berlin 1971 (1. Aufl.)